# Leo Salvet
Leo Salvet je český držitel českého rekordu v počtu vysokoškolských titulů. Celkově jich za život nasbíral 14.
Celý život zasvětil studiím na různých univerzitách v Česku i zahraničí, například na Univerzitě Karlově, Vysoké škola zdravotníctva a sociálnej práce sv. Alžbety či Vysoké škole finanční a správní. Po maturitě na gymnáziu se živil jako automechanik, pánský kočí a následně jako řidič tramvaje. Poté byl zaměstnán na několika ministerstvech a úřadech.
V roce 1988 získal titul doktora práv při svém zaměstnání účetního na československém ministerstvu spravedlnosti. Poté přešel na ministerstvo financí, načež získal požadované ekonomické vzdělání, z osobních důvodů si ještě v 90. letech doplnil vzdělání v oboru teologie. Dále studoval mj. veřejnou správu a demografii, čestný doktorát mu byl udělen na Vysoké škole Jagiellonské. Na Vysoké škole finanční a správní studoval v letech 2014 až 2016 obor hospodářská politika a správa (získal inženýrský titul).
V roce 2024 působil jako právník na odboru zdravotnictví Magistrátu hlavního města Prahy. V roce 2025 pracoval jako kněz ve Stodůlkách a byl v starobním důchodu.
V roce 2024 mu byla udělena cena Rekordman roku v kategorii Světové unikáty z České knihy rekordů. Celkem osm jím držených titulů je akademických, dva profesní a poté vždy jeden akademicko-vědecký, vědecko-pedagogický, manažerský a také čestný. Je autorem dvou knih a řady různých článků.
Leo Salvet je přes 40 let ženatý.